# ウェブスターマーケティング
ウェブスターマーケティング株式会社（英：Webstar-Marketing Inc.）は、東京都渋谷区に本社を置く企業である。

## 概要
2011年10月18日創立。インターネットメディア事業において金融・恋愛・美容・不動産などのジャンルでメディアを運営している。Webサービス事業では、ウェブマスター向けのメディア分析サービス「Alumina」の開発と運営を行っている。

## 沿革
- 2011年10月 -  京都府・八幡市にて創立
- 2012年9月 -  事業拡大に伴い大阪府枚方市に移転
- 2015年12月 - 事業拡大に伴い東京都渋谷区へ移転
- 2017年8月 -  事業拡大に伴い渋谷オフィスの移転および増床

## 事業内容
- 世の中の情報の非対称性を埋める「インターネットメディア事業」
- ウェブマスター向けメディア分析サービス「Webサービス事業」
  - Alumina（アルミナ）

## 加盟団体
- 東京商工会議所

## 認証・認定
- Google Partner